# Bolos candlepin
Los bolos candlepin son una variante de los bolos que se juega principalmente en las provincias marítimas canadienses y en la región de Nueva Inglaterra de los Estados Unidos. Se juega con una pelota del tamaño de una mano y bolos altos y angostos que se asemejan a velas, de ahí el nombre. Actualmente está regulado por la ICBA (International candlepin bowling association).

## Comparación con los bolos estándar
Al igual que en otras formas de bolos, los jugadores hacen rodar bolas por una pista de, para derribar tantos bolos como sea posible. Las diferencias entre los bolos candlepin y los bolos de diez bolos son:
1. Cada jugador usa tres bolas jugada, en lugar de las dos de los bolos de 10 bolos.
2. Las bolas de velas son mucho más pequeñas (11,43 cm de diámetro) y tan sólo pesan 2 libras como máximo.
3. No se aplica aceite a la pista, por lo que la bola no patina, sino que rueda por toda la pista.
4. Las bolas carecen de agujeros para los dedos.
5. Los «bolos» están más separados.
6. Los bolos no se eliminan.